# Klinická smrt
Klinická smrt je charakteristická zástavou dechu a srdeční činnosti, která trvá přibližně 5 až 6 minut. Je to typ smrti, kdy CNS je stále funkční, ale činnosti srdce a dechu jsou zastaveny. V této době nesmí být organismus považován za mrtvý, neboť může být za určitých podmínek oživen. Většinou však dochází k odumírání jiných tkání buněk a to podle jejich citlivosti na nedostatek kyslíku.
V některých případech je však člověk schopen se vrátit zpět do své tělesné schránky a zpravidla ho tento zážitek ovlivní. Někteří lidé se vrací i s příběhem, který změní jejich pohled na svět a ovlivní jejich pokračující život.

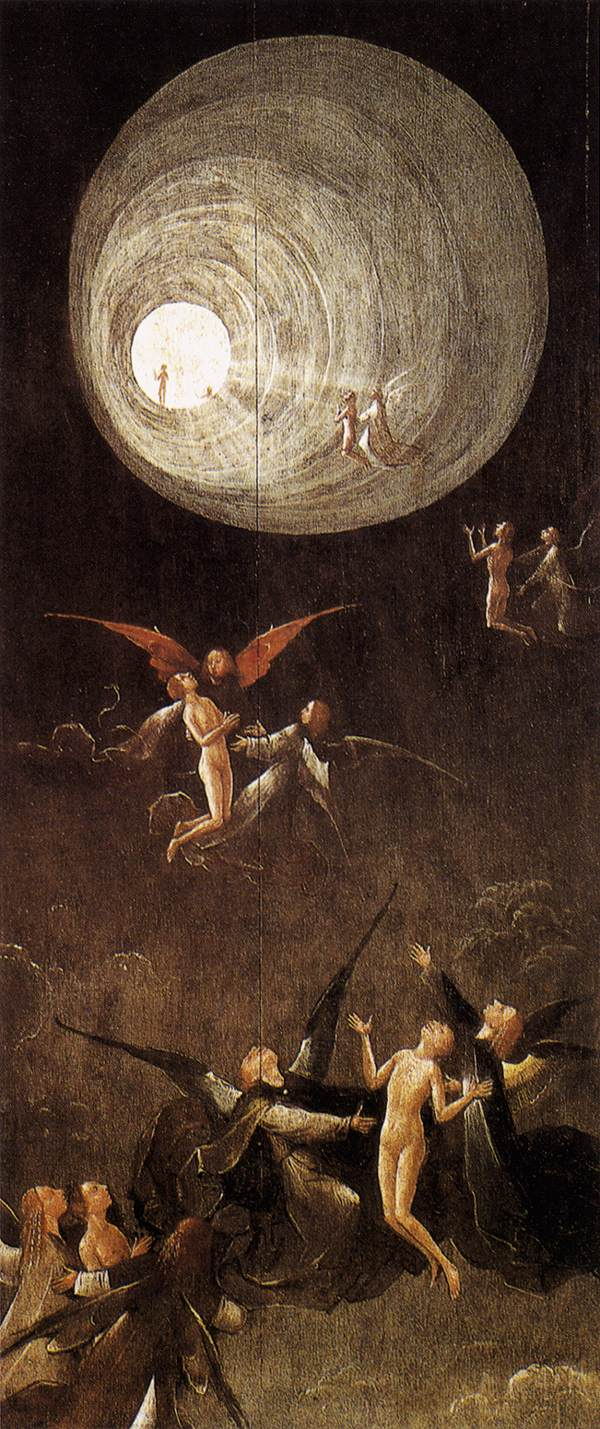
Historické vyobrazení příchodu ke smrti

## Historie
„Nikdo se nevrátil z míst, kam odešli naši mrtví, ale jsou někteří, jež zemřeli a od nich se můžeme něco naučit“,
Mezi první studie patří studie Švýcara Heima, který po pádu v Alpách zažil klinickou smrt. Po této tragédii začal sbírat příběhy od lidí, kteří tento zážitek také prožili (lidé zasažení bleskem či elektrickým proudem, postřelení vojáci, rybáři, kteří téměř utonuli). Heimova práce naznačovala fakt, že 95 % případů se navzájem podobalo bez ohledu na vnější faktory. Zprvu se objevily zrychlené a mentální aktivity, náhlé uvědomění situace a také předzvěst své vlastní smrti. Poté se objevil prožitek nahlédnutí do existujícího života a po něm přicházející pocity uvolnění, vyrovnanosti a poklidu s tajemnými představami (setkání s božskými bytostmi nebo dříve zemřelými).

## Fáze

### Rezistence
Člověk si uvědomuje blízkost smrti, což v něm vyvolává úzkost až paniku. To vyúsťuje v úsilí aktivně zvládnout nebezpečnou situaci a bojovat se sklonem k upadání do pasivní rezignace. Ustane-li ohrožení, vzpomíná jedinec na tento prožitek jako na nepříjemný prožitek.

### Uklidnění
Jestliže ohrožení života dále přetrvává, ubývá obranných pocitů a nastává pocit uklidnění a blaženosti. Člověk může prožívat smrt poměrně klidně, někdy může být i přitahován ke smrti. Strach je nahrazen klidem a vyrovnaností. Akceptuje se rezignace a vědomí, že se nedá nic jiného podniknout.

### Rozdělení fyzické a psychické formy
Jedinec se vidí mimo vlastní tělo, je přítomen jako aktivní a objektivní pozorovatel, který přijímá smrt lhostejně. Může se dostavit přehled stávajícího života, který je doprovázen příjemnými a silnými emocemi. Zastavuje se čas, člověk prožívá „sounáležitost“ s vesmírem, poznává smysl lidské existence a existence vůbec, zaniká vlastní vůle a dochází k poznání jakési vyšší moci či zákonů. V tomto okamžiku, je-li proces nevratný, většina lidí umírá.

## Prožitek blízké smrti (NDE)
Klinická smrt je mimo jiné spojována s prožitkem blízké smrti (NDE), avšak NDE je vysoce závislý na klinické smrti. Často jsou prožitky komplexnější u těch jedinců, kteří byli ve stavu klinické smrti, než prožitky těch, kteří se smrti pouze přiblížili. A samozřejmě lidé, kteří byli ve stavu klinické smrti delší čas, došli dále, než ti, kteří byli resuscitováni brzy.
Tento prožitek je definován jako zážitek opuštění vlastního těla, fenomén světla, dále panoramatický přehled dosavadního života a vliv zážitku na další život. Avšak někteří jedinci si po oživení na nic mimořádného nepamatují.